# Vittorio Barazzotto
Vittorio Barazzotto (Biella, 20 novembre 1958) è un politico italiano, sindaco di Biella dal 2004 al 2009.

## Biografia
Consigliere comunale a Biella con il Partito Repubblicano Italiano dal 1987 al 1995 e consigliere provinciale della provincia di Vercelli dal 1990 al 1995 e sino al 1992 delegato alla grande viabilità, e dal 1992 al 2004 anche assessore comunale di Biella, ricoprendo vari incarichi: istruzione, cultura, finanze, ced, personale, sport, biblioteca e museo nei tre mandati del sindaco Gianluca Susta. Dal 1993 al 1994 fu vice-sindaco.
Nel 2001 fu candidato al Senato per L'Ulivo nel collegio uninominale di Biella, ottiene il 36,1% dei voti e non risulta eletto.
Alle elezioni amministrative del 2004 fu candidato a sindaco di Biella, sostenuto da una coalizione di centro-sinistra costituita da La Margherita, Democratici di Sinistra e Comunisti Italiani. Al secondo turno del 26 giugno ottenne il 50,5% dei voti avendo la meglio sul candidato del centro-destra Gabriele Mello Rella. Nel 2007 aderì al Partito Democratico, del quale diventa dal 2009 capogruppo a Biella.
Nuovamente candidato per un secondo mandato alle elezioni del 2009, venne sconfitto dal candidato Donato Gentile del Popolo della Libertà, che ottenne il 52% dei voti al primo turno. Dal 2009 al 2014 sedette così in consiglio comunale nei banchi dell'opposizione.
Fu eletto consigliere regionale con il PD alle elezioni del 2014 per la circoscrizione di Biella con 3 167 voti di preferenza, ricoprendo la carica di presidente della prima commissione bilancio.. 
Passato nel 2019 a Italia Viva, dal febbraio 2020 è coordinatore territoriale del partito per la provincia di Biella. Nel 2022 è candidato alla Camera per Azione - Italia Viva nel collegio uninominale di Novara, ottiene l'8,54% dei voti e non risulta eletto.
Nel maggio del 2024, in occasione delle elezioni europee, viene candidato per la lista di scopo Stati Uniti d'Europa (costituita da +Europa, Italia Viva e altri partiti) nella circoscrizione nord-occidentale.